# Корте (Верона)
Корте (итал. Corte) је насеље у Италији у округу Верона, региону Венето.
Према процени из 2011. у насељу је живело 19 становника. Насеље се налази на надморској висини од 131 м.